# Deutsche Sledge-Eishockey Liga 2003/04
Die Saison 2003/04 war die vierte Spielzeit der Deutschen Sledge-Eishockey Liga. Wie im Vorjahr nahmen mit den Bremer Pirates, Cardinals Dresden, Hannover Scorpions und Yetis Wiehl vier Mannschaften am Spielbetrieb teil. Den Titel des Deutschen Meisters sicherten sich zum vierten Mal in Folge die Hannover Scorpions.

## Modus
Die vier Mannschaften trugen die Spielzeit im Ligasystem aus. Dabei spielte jedes Team insgesamt sechsmal und somit zweimal gegen jedes andere Mannschaft. Insgesamt umfasste die Saison zwölf Spiele. Für einen Sieg gab es drei Punkte, bei einem Unentschieden für jede Mannschaft einen.

## Saisonverlauf
Die Abschlusstabelle der Spielzeit spiegelte das Ergebnis des Vorjahres wider. Verlustpunktfrei sicherte sich Hannover erneut den Deutschen Meistertitel. Dahinter folgten Wiehl, Dresden und Bremen mit den gleichen Bilanzen aus der letzten Spielzeit.

## Abschlusstabelle
Abkürzungen: Sp = Spiele, S = Siege, U = Unentschieden, N = Niederlagen, ET = Erzielte Tore, GT = Gegentore, TD = Tordifferenz, Pkt = Punkte
| Pos |                    | Sp | S | U | N | ET | GT | TD  | Pkt |
| --- | ------------------ | -- | - | - | - | -- | -- | --- | --- |
| 1   | Hannover Scorpions | 6  | 6 | 0 | 0 | 47 | 5  | +42 | 18  |
| 2   | Yetis Wiehl        | 6  | 4 | 0 | 2 | 28 | 14 | +14 | 12  |
| 3   | Cardinals Dresden  | 6  | 2 | 0 | 4 | 9  | 24 | −15 | 6   |
| 4   | Bremer Pirates     | 6  | 0 | 0 | 6 | 5  | 46 | −41 | 0   |